# 코키도 시호
코키도 시호(일본어: 古城門 志帆, 12월 20일 ~ )는 일본의 여자 성우이다.